# 瓦塔

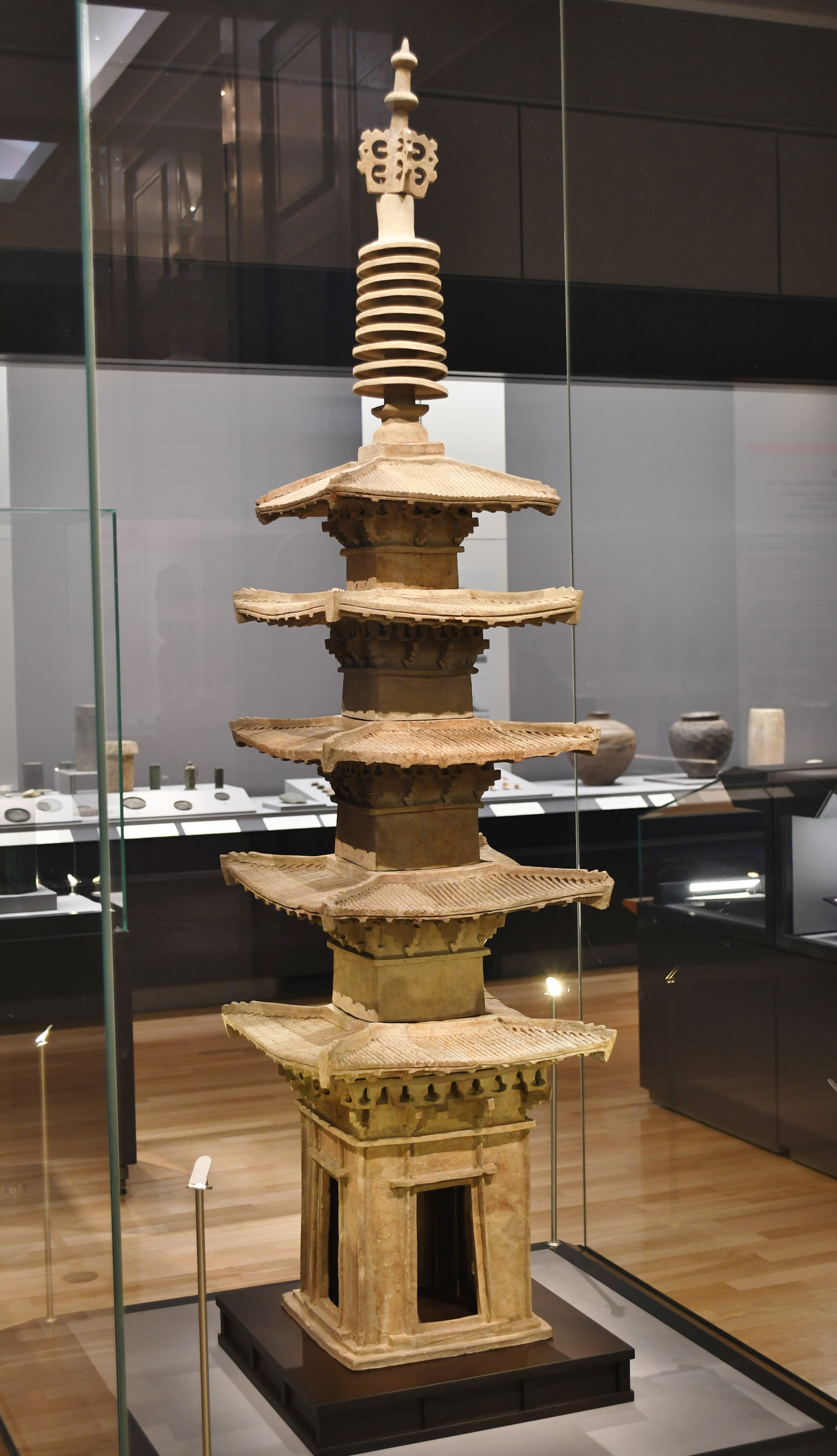
東村山市多摩湖町出土
瓦塔東京国立博物館展示。

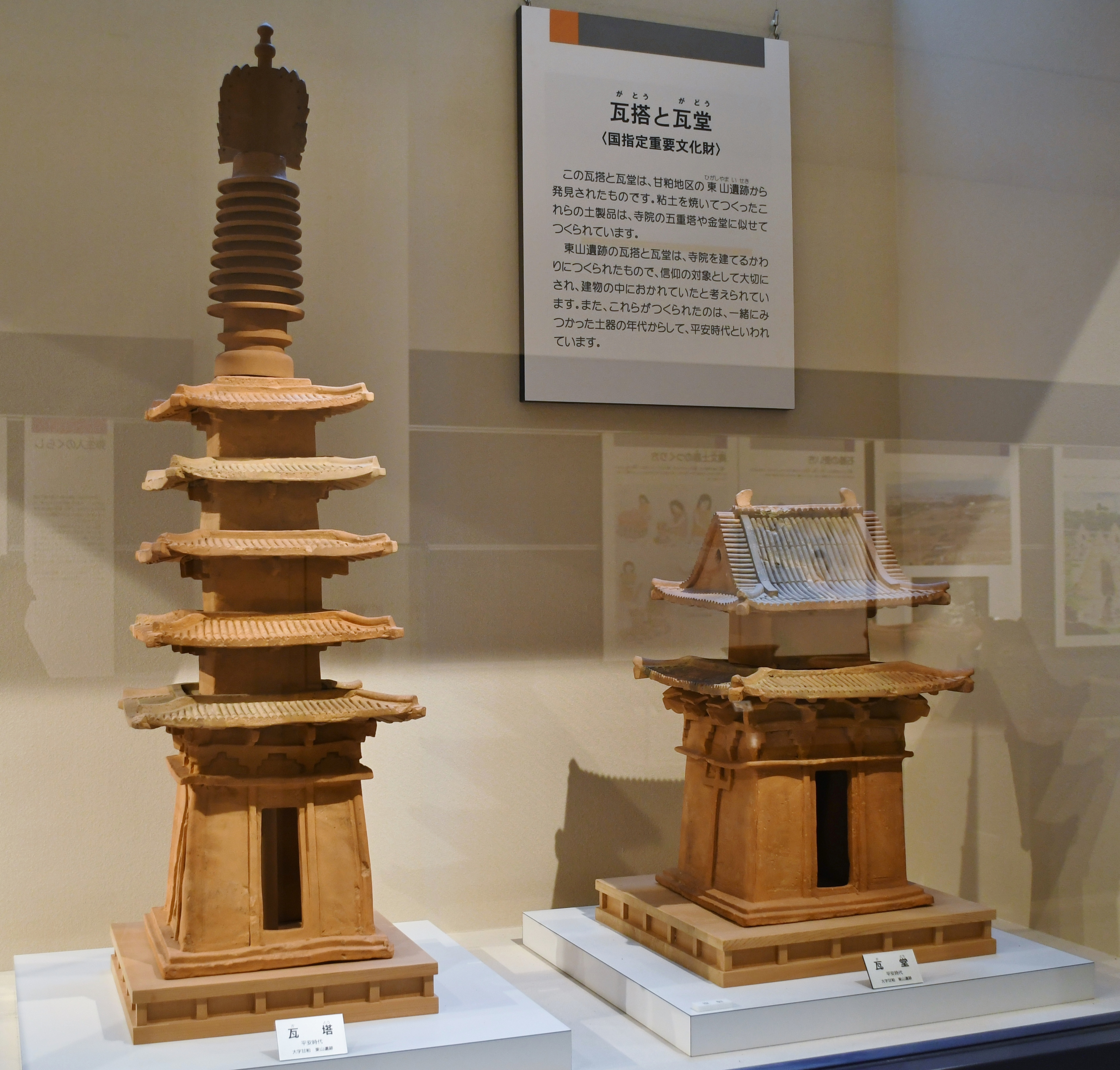
東山遺跡出土 瓦塔・瓦堂（複製）原品は国の重要文化財。美里町遺跡の森館展示。

瓦塔（がとう）は、奈良時代から平安時代にかけて作られた、五重または七重の木造建築の塔を模した焼物製の塔である。高さは1.5 - 2メートル程度である。

## 概要
奈良時代から作り始められ、平安時代初期に盛んに作られた。土師質または須恵器製の小塔であるが、屋根、柱、組物などは木造塔のそれを模して表現されている。長野県塩尻市菖蒲沢窯跡出土の瓦塔（奈良時代）は高さ2.3メートルで、日本最大の瓦塔である。多くの瓦塔は出土した破片を組み上げて五重塔に復元されているが、千葉県印西市馬込遺跡出土の瓦塔（2基）は七重塔に復元されている。
瓦塔の正確な用途はわかっていないが、仏塔の代わりであったという説や、仏舎利、経典、仏像などを納める厨子として使用されたという説がある。
埼玉県美里町東山遺跡からは平安時代初期の瓦塔（五重塔）と、入母屋造重層の金堂をかたどった「瓦堂」が共に出土している。

## 展示施設
長野県の塩尻市立平出博物館には、瓦塔館がありｌ、市内の菖蒲沢窯跡から出土した瓦塔が展示されている。

## ギャラリー

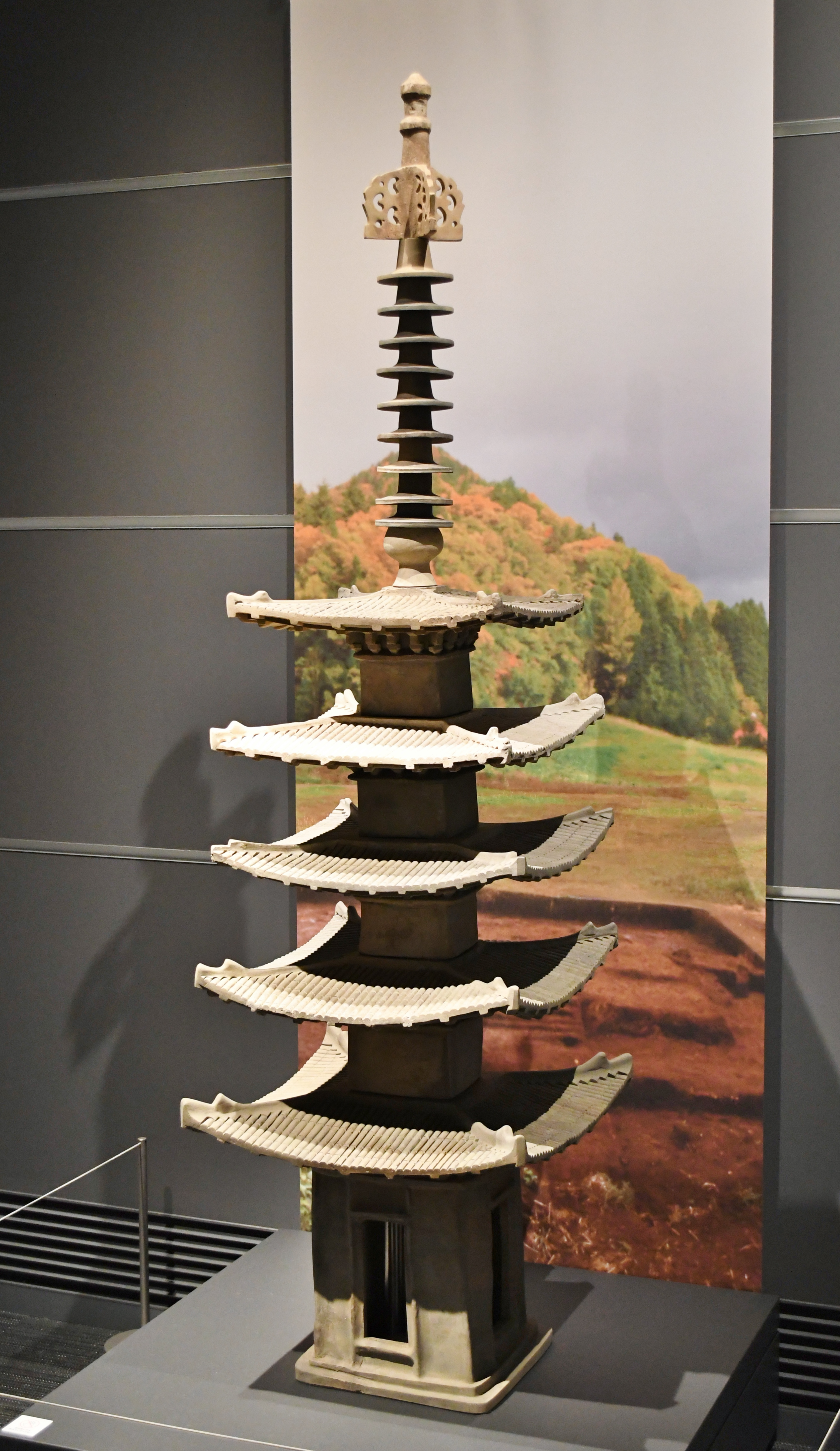
萩ノ原遺跡瓦塔 千葉県市原市。市原歴史博物館展示。
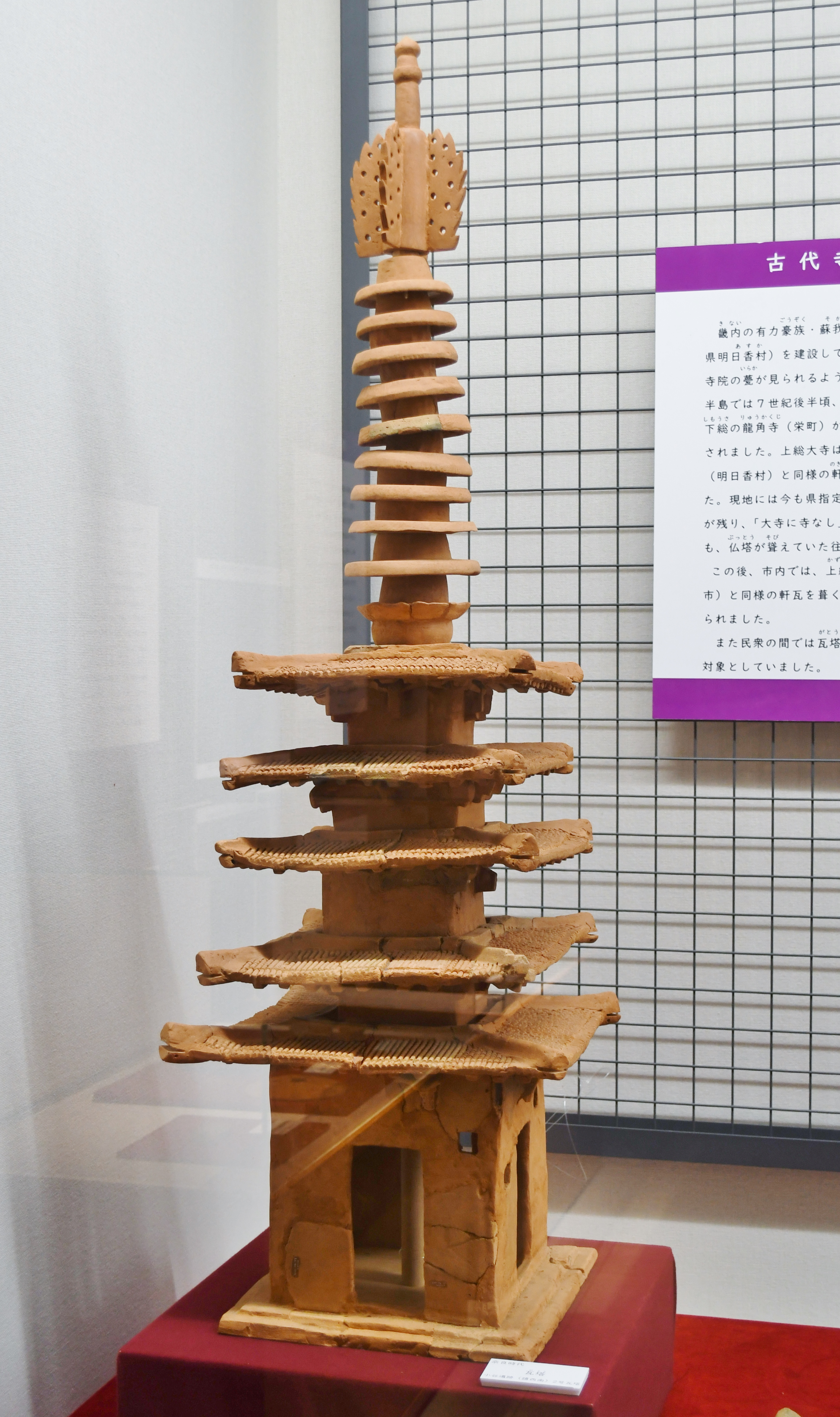
小谷遺跡2号瓦塔 千葉県木更津市。木更津市郷土博物館金のすず展示。

## 文献
- 出河裕仁「信濃の瓦塔再考」『信濃』47巻4号、1995年
- 高崎光司「瓦塔小考」『考古学雑誌』74巻1号、1989年